# Buttsuke honban
Buttsuke honban (ぶっつけ本番) è un film del 1958 diretto da Kōzō Saeki.
Il soggetto è basato su un libro di Hajime Mizano.

## Distribuzione
Esce nelle sale giapponesi l'8 giugno del 1958.
Il film non è mai stato distribuito in Italia.